# 汤瓶牌

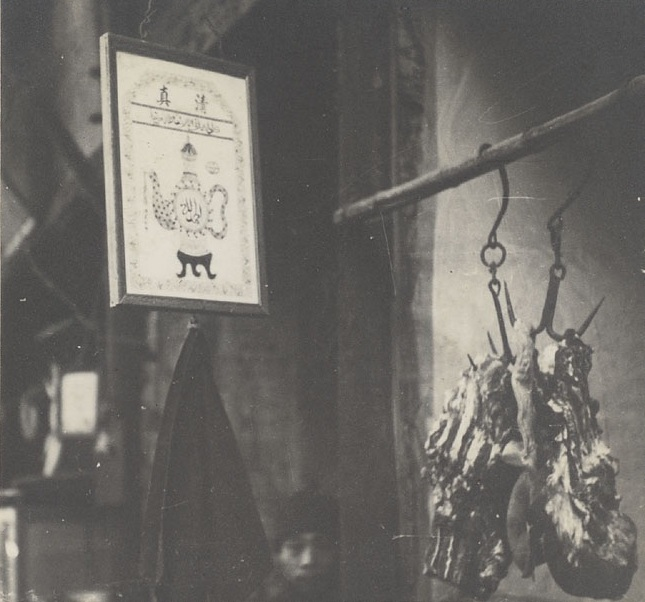
1935年武汉一家清真肉铺的汤瓶牌

汤瓶牌是传统上回族的饭店、糕点铺等店铺门口悬挂的清真标志，曾流行于中国各地。也被称作清真牌。:227
汤瓶壶为回族洗净身体、洗涤物品所使用的传统容器，在回族生活中有重要地位。传统上回民在食品店门口挂刻有或绘有汤瓶的牌子，以表明所售为清真食品。牌子常为木制、铜制等。:4
汤瓶牌上通常有汉字和阿拉伯文。汉字常为“清真”或“清真古教”“西域回囬”等。有的汤瓶牌上也会有卷轴，表示古兰经。也有的汤瓶牌上绘有星月标志。东北的清真饭店传统上除了汤瓶牌也会挂蓝色罗圈幌。:269:227也有的饭店挂的牌子只写文字或者画蓝色的罗圈幌。